# Etynodioldiacetat
Etynodioldiacetat ist eine chemische Verbindung aus der Gruppe der Steroide.

## Gewinnung und Darstellung
Etynodioldiacetat kann unter Verwendung von Estradiol-3-methylether und 3β-Hydroxyandrost-5-en-17-on als Ausgangsstoffe synthetisiert werden.

## Eigenschaften
Etynodioldiacetat ist ein weißes, kristalles Pulver, der praktisch unlöslich in Wasser ist.

## Verwendung
Etynodioldiacetat wird als hormonelles Empfängnisverhütungsmittel verwendet.